# Artman
Artman Spółka Akcyjna – polskie przedsiębiorstwo handlu detalicznego z siedzibą w Krakowie, notowane na Giełdzie Papierów Wartościowych w Warszawie. Przedmiotem jego działalności było projektowanie i dystrybucja odzieży.

## Działalność
Przedsiębiorstwo zajmowało się projektowaniem i dystrybucją ubrań przeznaczonych dla młodzieży, sprzedawanych pod własną marką „House” i Mohito. Produkcję zlecało podmiotom zewnętrznym. Posiadało własną sieć sklepów firmowych (115 w Polsce i 70 za granicą).

## Historia
Przedsiębiorstwo zostało założone w innej formie prawnej w 1991 r. Początkowo działało jako hurtowy dystrybutor odzieży innych marek, lecz w 1997 stworzyło własną – „House of colours”, adresowaną do klientów w wieku od 18 do 30 lat. W 1998 do sprzedaży trafiła pierwsza kolekcja z tej serii. W 2001 Artman rozpoczął budowę własnej sieci detalicznej i w 2003 miał już 51 sklepów, z tego 26 franczyzowych. Grupa docelowa została zawężona do osób w wieku 15–25 lat, a marka zmieniona na „House”. W 2008 roku Artman powołał markę Mohito adresowaną do dojrzalszych klientów.
Przedsiębiorstwo zostało przekształcone ze spółki z ograniczoną odpowiedzialnością w akcyjną, która w 2004 przeprowadziła publiczną emisję akcji, od 1 lipca 2004 notowanych na warszawskiej giełdzie. 1 lipca 2009 roku spółka przestała istnieć i została wchłonięta przez LPP S.A.

## Akcjonariat
Według danych z maja 2008 największymi znanymi akcjonariuszami spółki byli:
- Krzysztof Bajołek, posiadający 30,94% akcji i 33,58% głosów na WZA;
- Jan Pilch – 29,61% akcji i 33,58% głosów;
- Arkadiusz Bajołek – 9,87% akcji i 11,19% głosów.

Pozostali posiadali 29,58% akcji i 20,14% głosów.